# 立花寛治
立花 寛治（たちばな ともはる、1857年10月22日（安政4年9月5日）- 1929年（昭和4年）2月5日）は、日本の農業指導者、政治家、華族。貴族院伯爵議員。幼名・径丸。

## 経歴
第12代柳河藩主・立花鑑寛の二男として生まれる。慶応4年8月（1868年9-10月）立花家一門の立花大学家の養子となるが、1873年1月に兄・鑑良が病死したため、1874年2月14日、実家に復籍。同年12月28日、父の隠居に伴い家督を相続した。1884年7月7日、伯爵を叙爵した。
同人社、学習院で学んだ。農学による富国の実現を志し、津田仙の学農社農学校に入塾した。1885年9月1日、三田育種場長補に就任したが、翌年に育種場は廃止された。1887年、宮内省に農業で報国したいとの意思を伝え、旧領地帰郷の特別許可を得る。福岡県山門郡中山村（現柳川市）に中山農事試験場（立花家農事試験場）を設立し、作物の試験栽培、種苗交換会・農談会の開催、出版物の刊行などを行い、地域の農業振興に寄与した。1889年、貫属を変え柳川に移住。1915年、農事試験場は立花農場と改称。また、水産・農産の缶詰製造を行う興産義社の育成にも尽くした。
1890年7月10日、貴族院伯爵議員に選出され、1904年7月まで2期在任した。その他、東京府下谷区会議員などを務めた。

## 著作
- 『内外果樹便覧 : 附・有用植物略説』立花寛治、1891年。
- 『穀菜栽培便覧』立花寛治、1891年。

## 家族
- 父 立花鑑寛
- 母 千恵（立花鑑寛側室）[3]
- 妻 鈎子（こうこ、青山幸哉六女、松浦詮養女、離縁）[1]
- 継妻 邦子（山内豊福長女）[1]
- 継々妻 鍈子（えいこ、酒井忠惇二女、1872年生）[12]
- 長男 立花鑑徳（伯爵、1884年生、鉤子の子）[1]　岳父は伯爵徳川達孝[12]。
  - 鑑徳の娘・文子（あやこ、1910年 - 2010年）は姉の惇子が夭折したため立花家の跡取りとなり、1935年に島村速雄の二男・和雄（帝室林野局）を婿に迎える。実家である柳川の立花邸内にはテニスコートがあり、1933年の全日本テニス選手権では女子ダブルスで優勝した。結婚後は夫の転勤に伴って各地を転々としたのち、戦後は、実家の邸宅を利用して夫婦で料亭旅館を経営した[13]。著書に『なんとかなるわよ―お姫さま、そして女将へ 立花文子自伝』  (海鳥社、2004)。
    - 文子の長男・立花宗鑑（1937年生）は三井物産、ユニシスを経て立花財団理事長[14]。妻の利根は石田周三と石田アヤ（西村伊作長女）の娘で、日本航空役員の長男などがいる。
    - 文子の二女・原田万紗子（1944年生）は千鳥屋一族の原田良康（千鳥屋総本家創業者）の妻。
- 長女 理子（1880年生、子爵加納久宜養女、立花種恭の長男・立花種政の妻（離縁）、子爵立花種忠の妻）[1]
- 二女 綱子（1890年生、山内豊誠の三男・子爵山内豊英の妻）[1]
- 弟 立花寛正（1859年生、柳河銀行取締役）[15]
- 弟 立花寛篤（1873年生、掌典、澄宮御用掛。岳父は子爵柳沢徳忠）[16]
- 妹 清子（1875年生、長岡（細川）刑部家11代当主・細川興増男爵の長男・細川興生の妻）[12]
- 妹 春子（1882年生、西高辻家を興した西高辻信厳の三男・男爵西高辻信雅の妻）[12]